# Taça Brasil 1960
In 1960 werd de tweede editie van de Taça Brasil gespeeld. Een bekercompetitie waaraan staatskampioenen deelnamen. Het was de eerste grote georganiseerde competitie boven de staatskampioenschappen. De competitie werd gespeeld van 6 tot 28 december. Palmeiras werd kampioen en mocht namens Brazilië aantreden aan de Copa Libertadores 1961. 
De CBF erkende dit toernooi in 2010 als officieel landskampioenschap. 

## Eerste fase

### Noordelijke zone

#### Noordoost

##### Halve finale
Capelense had een bye. 
| Team #1 | Tot.  | Team #2    | 1ste wed | 2de wed | 3de wed |
| ------- | ----- | ---------- | -------- | ------- | ------- |
| Bahia   | 4 - 3 | Santa Cruz | 3 - 1    | 1 - 2   | 0 - 0   |

Bahia kwalificeerde zich omdat het meer goals gescoord had in de eerste twee wedstrijden. 

##### Finale
| Team #1   | Tot.  | Team #2 | 1ste wed | 2de wed |
| --------- | ----- | ------- | -------- | ------- |
| Capelense | 1 - 4 | Bahia   | 0 - 2    | 1 - 2   |

#### Noord

##### Voorronde
| Team #1        | Tot.   | Team #2 | 1ste wed | 2de wed | 3de wed |
| -------------- | ------ | ------- | -------- | ------- | ------- |
| Estrela do Mar | 4 - 11 | ABC     | 2 - 1    | 1 - 5   | 1 - 5   |

##### Knockout-fase
|  | Halve finale | Halve finale | Halve finale |   |           | Finale | Finale | Finale |
|  |              |              |              |   |           |        |        |        |
|  | Moto Club    | 3            | 4            |   |           |        |        |        |
|  | Paysandu     | 2            | 2            |   |           |        |        |        |
|  | Paysandu     | 2            | 2            |   | Moto Club | 0      | 1      |        |
|  |              |              |              |   | Moto Club | 0      | 1      |        |
|  |              | Fortaleza    | 2            | 1 |           |        |        |        |
|  | Fortaleza    | Fortaleza    | 2            | 1 | 3         | 1      |        |        |
|  | Fortaleza    |              |              |   | 3         | 1      |        |        |
|  | ABC          | 0            | 1            |   |           |        |        |        |

#### Finale Noordelijke Zone
|                   |           |       |       |                              |
| 14 september Heen | Fortaleza | 2 – 1 | Bahia | Presidente Vargas, Fortaleza |
| 14 september Heen |           |       |       | Presidente Vargas, Fortaleza |

|                    |       |       |           |  |
| 20 september Terug | Bahia | 0 – 0 | Fortaleza |  |
| 20 september Terug |       |       |           |  |

### Zuidelijke zone

#### Zuid

##### Halve finale
Grêmio had een bye.
| Team #1     | Tot.  | Team #2  | 1ste wed | 2de wed |
| ----------- | ----- | -------- | -------- | ------- |
| Paula Ramos | 1 - 6 | Coritiba | 1 - 1    | 0 - 6   |

##### Finale
| Team #1  | Tot.  | Team #2 | 1ste wed | 2de wed | 3de wed |
| -------- | ----- | ------- | -------- | ------- | ------- |
| Coritiba | 5 - 5 | Grêmio  | 1 - 1    | 3 - 3   | 1-1     |

Nadat het drie keer gelijk bleef, werd via kop of munt bepaald wie naar de volgende ronde mocht, Grêmio won.

#### Oost

##### Halve finale
| Team #1    | Tot.   | Team #2  | 1ste wed | 2de wed | 3de wed |
| ---------- | ------ | -------- | -------- | ------- | ------- |
| Rio Branco | 1 - 2  | Cruzeiro | 1 - 0    | 0 - 1   | 0 - 1   |
| Fluminense | 11 - 0 | Fonseca  | 3 - 0    | 8 - 0   | /       |

##### Finale
| Team #1    | Tot.  | Team #2  | 1ste wed | 2de wed |
| ---------- | ----- | -------- | -------- | ------- |
| Fluminense | 5 - 2 | Cruzeiro | 1 - 1    | 4 - 1   |

#### Finale Zuidelijke Zone
|                 |           |       |            |                                                                |
| 12 oktober Heen | Grêmio    | 1 – 0 | Fluminense | Estádio Olímpico Monumental, Porto Alegre Toeschouwers: 30.000 |
| 12 oktober Heen | Élton 18' |       |            | Estádio Olímpico Monumental, Porto Alegre Toeschouwers: 30.000 |

|                  |                                                       |       |                |                                                              |
| 19 oktober Terug | Fluminense                                            | 4 – 2 | Grêmio         | Estádio das Laranjeiras, Rio de Janeiro Toeschouwers: 20.000 |
| 19 oktober Terug | Maurinho 8' Waldo 39' Jair Francisco 67' Paulinho 78' |       | 69', 74' Gessy | Estádio das Laranjeiras, Rio de Janeiro Toeschouwers: 20.000 |

|                            |                   |       |                 |                                               |
| 21 oktober Extra wedstrijd | Fluminense        | 1 – 1 | Grêmio          | Maracanã, Rio de Janeiro Toeschouwers: 26.631 |
| 21 oktober Extra wedstrijd | Jair Francisco 4' |       | 77' (pen) Élton | Maracanã, Rio de Janeiro Toeschouwers: 26.631 |

## Tweede fase
|  | Halve finale | Halve finale | Halve finale |   |           | Finale | Finale | Finale |
|  |              |              |              |   |           |        |        |        |
|  | Palmeiras    | 0            | 1            |   |           |        |        |        |
|  | Fluminense   | 0            | 0            |   |           |        |        |        |
|  | Fluminense   | 0            | 0            |   | Palmeiras | 3      | 8      |        |
|  |              |              |              |   | Palmeiras | 3      | 8      |        |
|  |              | Fortaleza    | 1            | 2 |           |        |        |        |
|  | Santa Cruz   | Fortaleza    | 1            | 2 | 2         | 1      |        |        |
|  | Santa Cruz   |              |              |   | 2         | 1      |        |        |
|  | Fortaleza    | 2            | 2            |   |           |        |        |        |

Details finale
|                  |              |       |                              |                                                                                   |
| 22 december Heen | Fortaleza    | 1 – 3 | Palmeiras                    | Estádio Presidente Vargas (Fortaleza), Fortaleza Scheidsrechter: João Etzel Filho |
| 22 december Heen | Benedito 52' |       | 8', 17' Romeiro 19' Humberto | Estádio Presidente Vargas (Fortaleza), Fortaleza Scheidsrechter: João Etzel Filho |

| Fortaleza | Palmeiras |

|                  |                                                                                           |       |                |                                                                                      |
| 28 december Heen | Palmeiras                                                                                 | 8 – 2 | Fortaleza      | Estádio do Pacaembu, São Paulo Toeschouwers: 40.000 Scheidsrechter: Ricardo Bonadies |
| 28 december Heen | Zequinha 8' Chinesinho 10' 69' Romeiro 12' Julinho Botelho 21' Cruz 53', 56' Humberto 77' |       | 6' 44' Charuto | Estádio do Pacaembu, São Paulo Toeschouwers: 40.000 Scheidsrechter: Ricardo Bonadies |

| Palmeiras | Fortaleza |

### Kampioen
| Taça Brasil de 1960           |
| São Paulo                     |
| ----------------------------- |
| PALMEIRAS Kampioen (1° titel) |

## Topschutters
| Speler            | Speler         | Goals | Club       |
| ----------------- | -------------- | ----- | ---------- |
| Vlag van Brazilië | Berecê         | 7     | Fortaleza  |
| Vlag van Brazilië | Jair Francisco | 6     | Fluminense |
| Vlag van Brazilië | Waldo          | 6     | Fluminense |
| Vlag van Brazilië | Duílio         | 6     | Coritiba   |
| Vlag van Brazilië | Maurinho       | 4     | Fluminense |